# Nikhil
Nikhil ist ein männlicher Vorname.

## Herkunft und Bedeutung
Indien: gesamt, alles

## Bekannte Namensträger
- Nikhil Banerjee (1931–1986), indischer Sitarspieler
- Nikhil Kanetkar (* 1979), indischer Badmintonspieler
- Nikhil Seth, indischer Diplomat und UN-Beamter